# Volim trčanje
Kros utrka VOLIM TRČANJE održava se u Zagrebu, na savskom nasipu kod Boćarskog doma u organizaciji udruge DŠR Aktivan život. Glavni cilj organizacije ove utrke je promocija i popularizacija rekreativnog bavljenja športom te ukazivanje pojedincima koje nam dobrobiti za fizičko i mentalno zdravlje ona donosi. Sekundarni cilj je popularizacija rekreativnog bavljenja trčanjem u Hrvatskoj.

## Povijest

### Kros utrka VOLIM TRČANJE 2008.
Zagreb, 13. rujna 2008. godine

- utrka građana na 4,9 km: nastupilo 20 žena i 57 muškaraca
Pobjednici: Marija Vrajić i Damir Vukoja
- natjecateljska utrka na 15,6 km: nastupilo 9 žena i 68 muškaraca
Pobjednici: Višnja Poljak i Robert Vegše

Fotografije s utrke - http://picasaweb.google.hr/nedeljko.vareskic/KrosUtrkaVOLIMTRCANJE%5Bneaktivna+poveznica%5D

### Kros utrka VOLIM TRČANJE 2009.
Zagreb, 25. lipnja 2009. godine

- natjecateljska utrka na 11,4 km: nastupilo 30 žena i 134 muškaraca
Pobjednici: Lisa Christina Stublić i Goran Murić
- utrka građana na 4,9 km: nastupilo 79 žena i 130 muškaraca
Pobjednici: Marija Vrajić i Relja Trivanović
- utrka djece do 10 godina na 500 m (DM dječji maraton): nastupilo 30 djevojčica i 34 dječaka
Pobjednici: Karmela Leščić i Valentino Jagoić
- utrka utrka djeca do 2 godine na 20 metara (Baby maraton): nastupilo 6 djevojčica i 12 dječaka
Pobjednici: Franka Ljubić i Tin Vilenica

Fotografije s utrke - http://picasaweb.google.com/nedeljko.vareskic/2KrosUtrkaVOLIMTRCANJE  Arhivirana inačica izvorne stranice od 24. svibnja 2010. (Wayback Machine)

Video s utrke - http://www.youtube.com/watch?v=9EQDuQKGCrM

TV prilog HTV 1 - http://www.youtube.com/watch?v=89pJvPCsOyM

TV prilog Z1 televizija - http://www.youtube.com/watch?v=Qk4fRRnPvWM

Utrka je bila dio adidasove kampanje „Your Perfect Run“ (The European running series that brings you spectacular events, selected running routes and moving success stories), te je kao takva jedina utrka u Hrvatskoj i široj europskoj regiji.

#### Podrška utrci
Utrku su svojim nastupom podržali sljedeći istaknuti hrvatski sportaši i javne osobe:
- Drago Paripović, državni rekorder u maratonu i polumaratonu
- Lisa Christina Stublić, državna rekorderka u polumaratonu; najbolje vrijeme u 2008. godini na 3.000, 5.000, 10.000 i polumaraton
- Dejan Patrčević, PRO Ironman, državni prvak u sprint duatlonu i dugom triatlonu (2008.)
- Marija Vrajić, ultramaratonka, državna prvakinja u polumaratonu i žena s najboljim hrvatskim vremenom u maratonu 2008. godine
- Petra Gidak, državna prvakinja u sprint i klasičnom duatlonu (2008.); završila najtežu svjetsku duatlon utrku Powerman (10km trčanja - 150km bicikl - 30km trčanja); reprezentativka u planinskom trčanju
- Goran Murić, osvajač medalja na državnom prvenstvu u polumaratonu i maratonu 2008. godine
- Mario Mlinarić, glumac i maneken, bivši sportaš, pobjednik FARME i Guinnessov rekorder
- Lana Klingor, pjevačica

#### Zaklada Ana Rukavina
Tijekom organizacije utrke, javila se ideja da se dio prihoda od utrke daruje Zakladi Ana Rukavina te je sav prihod od startnina utrke građana uplaćen Zakladi.

## Poveznice
Portal o brdskom i cestovnom trčanju u Hrvatskoj

DŠR Aktivan život